# ピーター・ミルワード
ピーター・ミルワード（Peter Milward、1925年10月12日 - 2017年8月16日）は、イギリス出身のイエズス会司祭、上智大学名誉教授。上智大学文学部教授、同大学ルネッサンスセンター所長、東京純心女子大学教授、代々木ゼミナール英語科講師を歴任。

## 生涯
1925年10月12日、イギリスのロンドン郊外ウィンブルドンで生まれる。1943年9月7日にイエズス会に入会(北ウェールズ)。1954年9月3日、イエズス会の宣教師としてイギリスから来日。1960年3月18日に司祭に叙階された(東京)。1962年2月2日に最終誓願。1962年から1996年まで上智大学で文学部英文学科専任講師や教授を務め、1983年から1991年まで同大学ルネッサンスセンター所長を務めた。1995年から2002年まで東京純心女子大学・短期大学の教授も務めた。晩年まで、上智大学公開講座（ソフィア・コミュニティ・カレッジ）や同大学ルネッサンスセンターで教鞭を執っていた。上智大学名誉教授（元文学部教授）。
代々木ゼミナールでは英作文（和文英訳）の指導にあたった。英語、キリスト教、イギリス文学（特にシェイクスピア）、イギリス文化、日英の比較文化論などに関する啓蒙書や一般書、大学生用英語教科書などを広く著す。著書の大部分は、上智大学英文科の同僚である英文学者（金口儀明、別宮貞徳、安西徹雄など）によって日本語に訳され出版されている。2017年8月16日に東京都済生会中央病院で死去。91歳没。

## 著書
- （森安田紀夫）キリスト教へのみちびき（エンデルレ書店、1970年）
- （安西徹雄）シェイクスピア研究入門（中央出版社  1972年　中央新書 ; 12）
- （別宮貞徳）キリスト教と英文学 : 教義と作品（中央出版社、1974年　中央新書）
- 日本と日本人（研究社出版、1980年）
- ミルワード氏の英文法（研究社出版、1981年）
- （金口儀明）英文長文と演習 Why? Questions for Students（代々木ライブラリー、1982年）
- （金口儀明）話題別英語長文 Things English（代々木ライブラリー、1983年）
- トマス・モア伝  （研究社出版、1985年）
- （安西徹雄）シェイクスピア劇の名台詞（講談社学術文庫、1986年）
- 聖書は何を語っているか（講談社現代新書、1986年）
- なぜディベートをするのか（英友社、1997年）
- 英語の名句・名言（講談社現代新書、1998年）
- ザビエルの見た日本（講談社学術文庫、1998年）
- ヨーロッパ・キリスト教美術案内 1　（日本基督教団出版局、1999年）
- 童話の国イギリス―マザー・グースからハリー・ポッターまで（中公新書、2001年）

ほか多数